# Riddick: Thống lĩnh bóng tối
Riddick: Thống lĩnh bóng tối (tựa gốc: Riddick) là một bộ phim khoa học viễn tưởng giật gân của Mỹ năm 2013, phần thứ ba của loạt phim điện ảnh Riddick. Do Vin Diesel sản xuất và đóng vai nhân vật chính, Riddick: Thống lĩnh bóng tối được David Twohy đạo diễn và viết kịch bản. David cũng là người đồng biên kịch và đạo diễn hai phần trước là Pitch Black (2000) và The Chronicles of Riddick (2004).